# Laeti et concordes ad verum
Laeti et concordes ad verum è un motto in latino che significa: "Lieti e uniti [protesi] alla verità".
Il motto accompagna l'arma dei Viazzi, famiglia della piccola nobiltà monferrina con origine in Spigno nel XVI secolo, e si presenta particolarmente interessante perché «integra fedelmente - come una didascalia ed un rafforzativo - la simbologia dell'arma». In essa, infatti, l'intreccio dei rami della quercia indica la concordia, la vite l'allegria, le stelle la guida sicura.
Il motto è talvolta riportato nella forma abbreviata Ad verum ("[Protesi] alla verità").